# Novembers Doom
Novembers Doom es una banda de death/doom originaria de Chicago, Illinois. Actualmente tienen un contrato con la compañía The End Records.
La música del grupo es bastante parecida a la de bandas como Opeth, Katatonia, Mourning Beloveth y Daylight Dies.

## Historia
Novembers Doom se formó en 1989, pero fue hasta 1992 cuando el grupo recibió algo de atención en el mundo del metal. Un contrato temprano con Regress Records, de Italia, le permitió a Avantgarde Records oír a la banda. Las dos canciones de este demo (Her Tears Drop) llevarían al lanzamiento del verdadero disco debut de la banda, Amid It's Hallowed Mirth con Avante Garde y Nuclear Blast. Explorando y expandiéndose, la banda añadió vocales femeninas de fondo y continuó con su denso y espeluznante metal. Una canción de recopilación para Pavement Music siguió pronto. En 1997, Novembers Doom lanzó el EP For Every Leaf That Falls. El álbum fue bien recibido, lo que llevó a críticas favorables y el gusto de la banda a nivel mundial.

## Discografía
| - Amid Its Hallowed Mirth (1995) - Of Sculptured Ivy and Stone Flowers (1999) - The Knowing (2000) - To Welcome the Fade (2002) - The Pale Haunt Departure (2005) - The Novella Reservoir (2007) - Into Night's Requiem Infernal (2009) - Aphotic (2011) - Bled White (2014) - Hamartia (2017) - Nephilim Groove (2019) - Her Tears Drop (demo, 1995) - For Every Leaf That Falls (EP, 1997) - Reflecting in Grey Dusk (recopilación, 2004) - The Novella Vosselaar - Live In Belgium (DVD, 2008) | - "The Pale Haunt Departure" (2005) - "Autumn Reflection" (2006) - "Rain" (2008) - "A Eulogy For the Living Lost" (2010) - "What Could Have Been" (2011) - "Harvest Scythe" (2011) - "Bled White" (2015) |

## Miembros

### Actuales
- Paul Kuhr - Vocales/Letras
- Lawrence Roberts - Guitarra/Vocalista de respaldo
- Vito Marchese - Guitarra
- Sasha Horn - Batería
- Michael Feldman - Bajo

### Anteriores
- Chris Djuricic - Bajo
- Joe Nunez - Batería
- Mary Bielich - Bajo
- Eric Burnley - Guitarra
- Jim Dobleski - Batería
- Cathy Jo Hejna - Vocales
- Joe Hernandez - Batería
- Ron Holzner - Bajo
- Abbas Jaffary - Batería
- Mike Legros - Bajo
- Eric Kikke - Guitarra
- Steve Nicholson - Guitarra, Bajo
- Brian Whited - Bajo